# Lucerna kolczastostrąkowa
Lucerna kolczastostrąkowa (Medicago minima (L.) Bartal.) – gatunek rośliny z rodziny bobowatych. Występuje w Europie, Afryce Północnej i Makaronezji i w Azji. W Polsce rzadka, na rozproszonych stanowiskach. 

## Morfologia

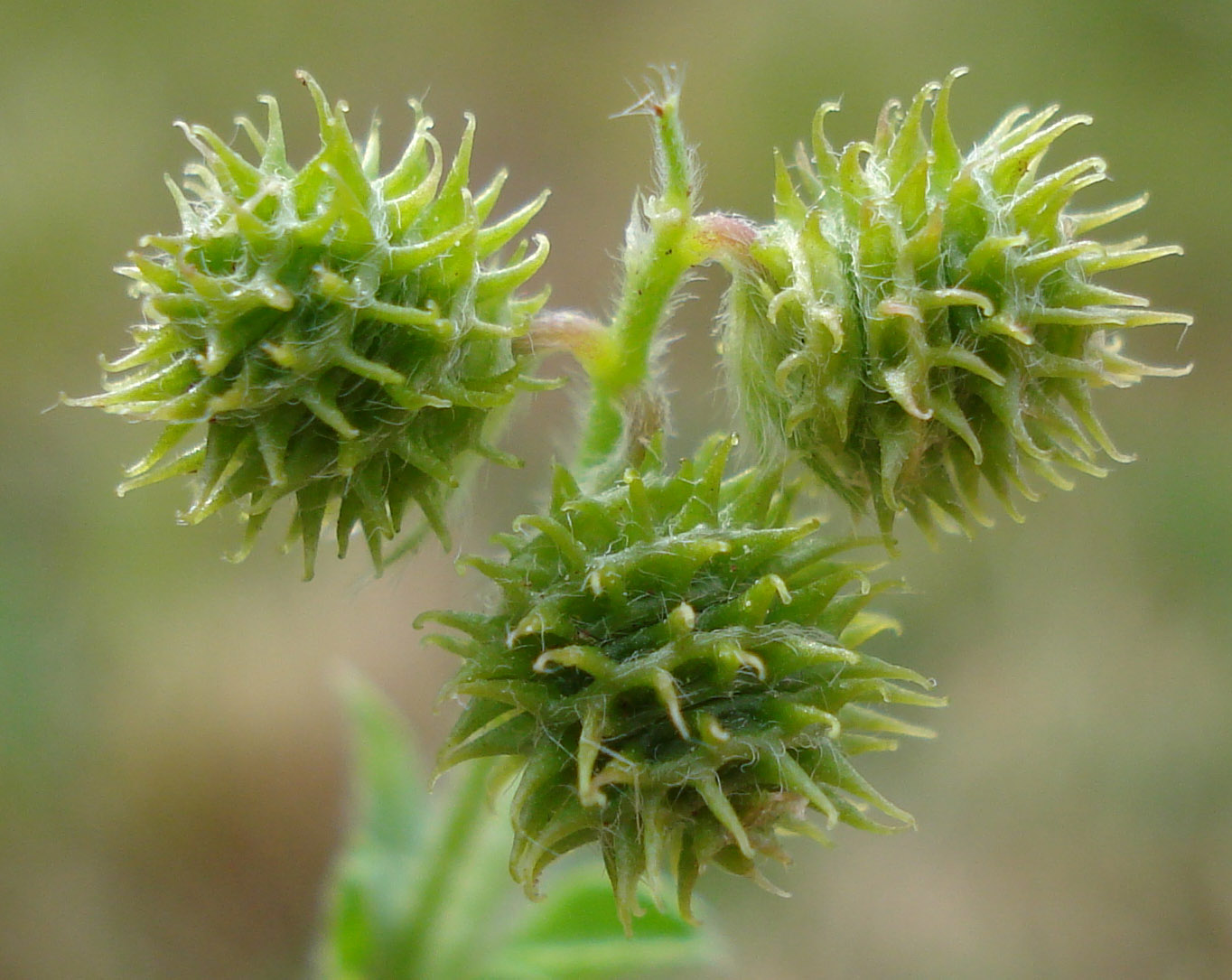
Owoce

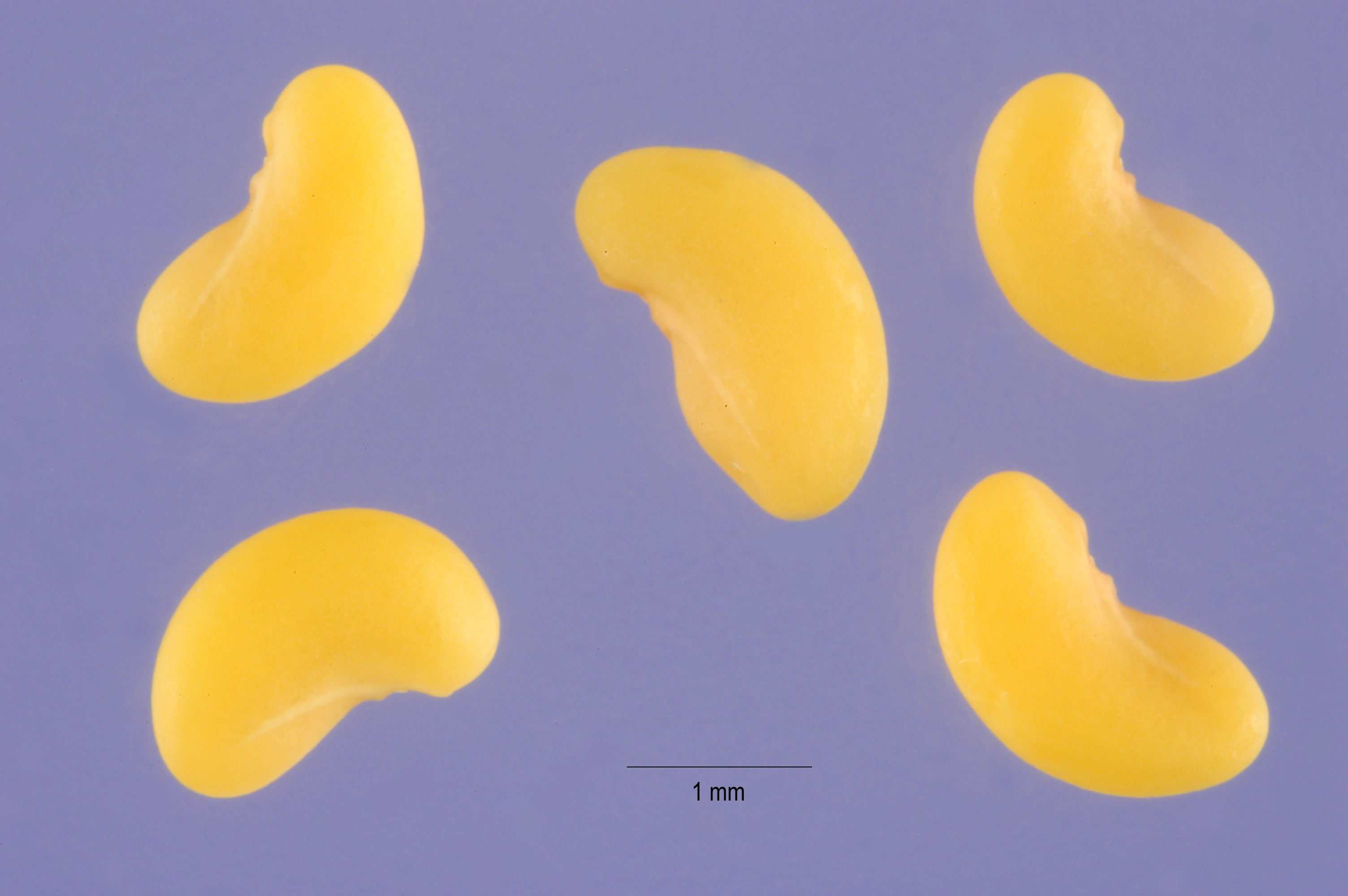
Nasiona

ŁodygaPodnosząca się lub leżąca o długości od 5 do 25 cm.
LiścieTrójlistkowe, odwrotnie jajowate, na wierzchołkach ząbkowane, jedwabiście owłosione
KwiatyŻółte o długości do 5 mm, zgrupowane w główkowate kwiatostany.
OwoceStrąki ślimakowato skręcone z podwójnym rzędem lekko haczykowatych kolców.

## Biologia i ekologia
Roślina jednoroczna. Kwitnie od kwietnia do czerwca. Rośnie na suchych zboczach, przydrożach, zaroślach, wydmach, pastwiskach owiec. Nie występuje w wyższych partiach gór. W klasyfikacji zbiorowisk roślinnych gatunek charakterystyczny dla Ass. Cerastio-Androsacetum septentrionalis.

## Zagrożenia i ochrona
Gatunek umieszczony na polskiej czerwonej liście w kategorii NT (bliski zagrożenia).